# Blazer (videogioco 1987 C64)
Blazer è un videogioco sparatutto a scorrimento spaziale pubblicato nel 1987 per Commodore 64 dall'editrice britannica Nexus Productions Ltd. di Beckenham.
È uno sparatutto tipico nel suo genere, simile a Hades Nebula che la Nexus aveva recentemente prodotto.

## Trama
Nell'ambito di un'annosa guerra tra due popoli extraterrestri, un mercenario accetta una missione suicida a bordo di un caccia monoposto. Deve volare nello spazio nemico, sopra un campo di asteroidi edificati, e impadronirsi del loro nuovo potente modello di astronave, la Blazer. Le capacità del suo caccia gli consentono infatti di agganciare e pilotare quella e altre navicelle nemiche parcheggiate.

## Modalità di gioco
Blazer è un classico sparatutto bidimensionale a scorrimento verticale costante verso l'alto. Si sorvolano fondali misti di spazio aperto e di superfici di asteroidi con sopra strutture artificiali. La navicella del giocatore può spostarsi in tutte le direzioni, ma è sempre rivolta verso l'alto e inizialmente può sparare raggi doppi frontali.
Nelle basi nemiche è possibile trovare astronavi ferme su rampe di lancio, delle quali è possibile impadronirsi, stando attenti a non distruggerle prima, e prenderne il controllo sostituendo la propria navicella. Esistono sei modelli di astronavi controllabili, compresa quella iniziale, ognuna con un proprio tipo di armamento o altra caratteristica particolare: Terran Fighter, Spit Ship, Rotary Craft, Shield Ship, Bolas e Blazer.
I nemici arrivano in formazioni di numerose navicelle con schemi di attacco predefiniti. Molti tipi di nemici possono sparare a loro volta. Le installazioni nemiche di superficie sono inermi e si possono in parte distruggere. In caso di impatto con nemici volanti o con proiettili si perde una vita e si riparte con il modello di navicella iniziale.

## Accoglienza
Blazer ricevette generalmente valutazioni medie dalla critica europea.
Spesso venne considerato leggermente migliorativo rispetto al precedente Hades Nebula della Nexus. Secondo diverse recensioni era un po' più riuscito sul piano di animazione e sonoro che sul piano della giocabilità. Alcune riviste notarono la sua elevata velocità e difficoltà, a volte ritenuta anche eccessiva.